# Rebecca Guay
Rebecca Guay es una artista especializada en la acuarela. Es famosa por su trabajo en las ilustraciones de las cartas del juego Magic: el encuentro.
También ilustró para World of Warcraft, Tierra Media, y varios juegos de Wizards of the Coast.
Se graduó en el Instituto Pratt de Nueva York en 1992 con una especialización en Ilustraciones. 
Actualmente vive en Amherst, Massachusetts.